# Karl Georg von Huyn
Karl Georg Otto Maria von Huyn (1857. november 18. – 1938. február 21.) császári és királyi vezérezredes.

## Élete

### Ifjúkora
Édesapja császári és királyi táborszernagy volt, feltehetően így került Karl is a katonai pályára. Alapfokú tanulmányainak elvégzését követően a St. Pölteni katonai kollégium diákja volt 1873-tól 1875-ig. 1875-től pedig a bécsújhelyi katonai akadémia növendéke volt egészen 1879-ig.

### Katonai szolgálata
Ekkor kezdődött meg katonai szolgálata. A fiatal tisztet a császári és királyi 2. dragonyosezred hadnagyává nevezték ki, Sopron állomáshellyel. A következő évben azonban már a 11. ulánusezred hadnagyaként szolgált Lengyelország területén. 1881-től 1883-ig a Bécsi Hadiiskola hallgatója volt. 1884-ben főhadnaggyá léptették elő.
Az első világháború kitörését követően lovassági tábornokká léptetik elő, majd a XVII. hadtest parancsnoka volt az orosz fronton. Ám még 1914-ben várakozási illetékkel szabadságra küldték a korosodó tábornokot. 1917 márciusában ismét aktív állományba helyezték, s májusban vezérezredessé léptették elő. Visszatérését követően Galícia és Lodoméria Királyság, valamint a Krakkói Nagyhercegség helytartója volt egészen 1918 novemberéig.
Szolgálata során elsajátította a francia, a lengyel és a cseh nyelveket. Feleségétől két fia született.
1938-ban hunyt el Olaszországban.

### Kitüntetései[1]

#### Hazai kitüntetései
| - Jubileumi Emlékérem a fegyveres erő számára 1898 (1898) - Osztrák Császári Vaskorona-rend 3. osztálya (1903) - Katonai Tiszti Szolgálati Jel 3. osztálya (1904) - Katonai Jubileumi Kereszt 1908 (1908) - Osztrák Császári Lipót-rend lovagkeresztje (1911) | - Katonai Tiszti Szolgálati Jel 2. osztálya (1914) - Bronz Katonai Érdemérem (1917) - Osztrák Császári Vaskorona-rend 1. osztálya (1917) - Hadikereszt Polgári Érdemekért 1. osztály (1917) |

#### Külföldi kitüntetései
| - Holland Oroszlán-rend lovagkeresztje (1891) - Román Korona-rend parancsnoki keresztje (1894) - Olasz Szent Móric és Lázár-rend parancsnoki keresztje (1903) - Perzsa Nap és Oroszlán Rend 1. osztálya (1908) | - Bolgár Szent Sándor Rend tiszti keresztje (1908) - Porosz Korona-rend 1. osztálya (1910) - Román Korona-rend nagykeresztje (1910) - Szász Ernestin Házirend nagykeresztje (1912) |